# Bedinye
Bedinye (macedónul: Бедиње, albánul Bedinja) település Észak-Macedóniában, az Északkeleti körzetben, Kumanovo községben.

## Népesség
- 1994-ben 2080 lakosa volt, akik közül 1426 macedón (68,6%), 308 albán (14,8%), 230 szerb (11,1%), 95 cigány és 21 egyéb.
- 2002-ben 2327 lakosa volt, akik közül 1451 macedón (62,4%), 547 albán (23,5%), 164 szerb (7%), 156 cigáy és 9 egyéb.

| Lakosok száma | 336  | 446  | 1083 | 1446 | 2256 | 1932 | 2080 | 2327 | 898  |
|               | 1948 | 1953 | 1961 | 1971 | 1981 | 1991 | 1994 | 2002 | 2021 |